# Mariano Uglessich
Mariano Esteban Uglessich (Buenos Aires, 11 giugno 1981) è un allenatore di calcio ed ex calciatore argentino, di ruolo difensore.

## Caratteristiche tecniche
Giocava  come difensore centrale.

## Carriera
Ha giocato per diversi anni nella prima divisione argentina; ha inoltre giocato per una stagione nella seconda divisione spagnola e per una stagione nella massima serie messicana, oltre a varie stagioni in massima serie in Cile, Paraguay ed Ecuador. In carriera ha disputato in totale 14 partite in Coppa Libertadores e 12 partite in Copa Sudamericana.

## Palmarès

### Club

#### Competizioni nazionali
- Campionato paraguaiano: 1

Cerro Porteño: 2012 (Apertura)
- Campionato cileno: 1

O'Higgins: 2013-2014
- Supercopa de Chile: 1

O'Higgins: 2014